# Mehmedalija Čović
Mehmedalija Čović (geboren op 16 maart 1986) is een Bosnisch voetballer. Hij maakte deel uit van de selectie onder de 21 jaar van Bosnië en Herzegovina.
De verdediger speelt voor Celik Zenica. Voordien speelde hij voor FK Sloboda Tuzla in Bosnië. Zijn carrière begon bij die club, maar nadien kwam hij ook nog uit voor NK Zrinjski, Budućnost Banovići, KAA Gent, SV Roeselare en Interblock Ljubljana.

## Carrière
- jeugd - 07/2005 : FK Sloboda Tuzla
- 07/2005 - 08/2006 : NK Zrinjski
- 01/2006 - 07/2006 : Budućnost Banovići (huur)
- 08/2006 - 08/2007 : FK Sloboda Tuzla
- 08/2007 - 07/2009 : KAA Gent
- 01/2008 - 06/2008 : SV Roeselare (huur)
- 07/2008 - 06/2009 : Interblock Ljubljana (huur)
- 07/2010 - ... : Celik Zenica